# 종말의 크로니클
종말의 크로니클(終わりのクロニクル)은 가와가미 미노루의 장편 라이트노벨로 AHEAD, GENESIS, 도시 시리즈가 있다. 삽화는 AHEAD 시리즈 에서는 사도야스가 맡는다.

## 줄거리
세계에는 우리들이 사는 세계 외의 이세계 10개가 존재를 한다. 세계에는 그 세계의 법칙을 뛰어넘는 개념이 존재하며 그 세계를 기어(G)라 부른다. 우리들이 사는 세계는 마이너스 개념을 가지고 있다해서 Low-G라 부른다. 그리고 이 11개의 세계는 1991년 모두 충돌하여 가장강한 개념을 가진 G만 살아남게 되어 개념전쟁이 일어난다. 주인공인 사야마 미코토의 조부인 사야마옹은 자신들의 동료와 함께 Low-G를 제외한 10개의 세계를 파괴해 세계를 지켜낸다. 하지만 Low-G의 마이너스 개념이 폭주하여 멸망의 위기에 처한다. 사야마미코토는 10개의 G의 개념이 각가 집약된 개념핵의 개념을 해방해 세계의 마이너스화를 막기위해 리바이선로드(전룡교섭)을 하게 된다.

## 등장인물
- 사야마 미코토
- 신죠 사다메